# Spoorlijn Dortmund-Hörde - Schwerte
De spoorlijn Dortmund-Hörde - Schwerte is een Duitse spoorlijn en is als spoorlijn 2113 onder beheer van DB Netze.

## Geschiedenis
Het traject werd door de Preußische Staatseisenbahnen op 1 oktober 1912 geopend.

## Treindiensten
De Deutsche Bahn verzorgt het personenvervoer op dit traject met RE / RB treinen.
| Serie | Treinsoort                      | Route | Bijzonderheden                                                                          |
| ----- | ------------------------------- | --- | --------------------------------------------------------------------------------------- |
| RE 57 | Regional-Express (DB Regio NRW) | Dortmund Hbf – Fröndenberg – Arnsberg (Westf) – Meschede – Bestwig – [ Winterberg (Westf) ] Brilon Stadt | Dortmund-Sauerland-Express                                                              |
| RB 53 | Regionalbahn (DB Regio NRW)     | Dortmund Hbf – Dortmund Hörde – Schwerte (Ruhr) – Iserlohn                                               | Ardey-Bahn 2x per uur Dortmund-Schwerte, 1x per uur van/naar Iserlohn en in het weekend |

## Aansluitingen
In de volgende plaatsen is of was er een aansluiting op de volgende spoorlijnen:
Dortmund-Hörde
DB 2103, spoorlijn tussen Dortmund en Soest
DB 2192, spoorlijn tussen Dortmund Hauptbahnhof en Dortmund-Hörde
aansluiting Heide
DB 2840, spoorlijn tussen Schwerte en Holzwickede
DB 2842, spoorlijn tussen aansluiting Heide en Schwerte Ost
Schwerte
DB 2550, spoorlijn tussen Aken en Kassel
DB 2840, spoorlijn tussen Schwerte en Holzwickede
DB 2841, spoorlijn tussen Iserlohn en Schwerte
DB 2843, spoorlijn tussen de aansluiting Hohensyburg en Geisecke

## Elektrische tractie
Het gedeelte tussen de aansluiting Heide en Schwerte werd in 1964 geëlektrificeerd met een wisselspanning van 15.000 volt 16⅔ Hz.